# Платформа (фильм, 2019)
«Платформа» (исп. El hoyo — «яма»; англ. The Platform) — испанский научно-фантастический фильм с элементами ужасов и триллера режиссёра Гальдера Гастелу-Уррутии. Действие фильма происходит в многоэтажной башне с ярусами. На каждом «этаже» находятся по двое «заключённых». Через центр башни проходит прямоугольная шахта, по которой раз в день спускается платформа с едой. Еды, которая изначально поступает на верхний уровень, могло бы хватить на всех заключённых, однако обитатели нижних этажей умирают от голода, совершают самоубийства или становятся каннибалами, в то время как те, кто оказался наверху, пируют, поглощая гораздо больше еды, чем им требуется для выживания.
В фильме снялись Иван Массаге, Антония Сан Хуан, Сорион Эгилеор, Эмилио Буале Кока и Александра Масангкай.
Премьера фильма состоялась в сентябре 2019 года на международном кинофестивале в Торонто, на котором он победил в секции Midnight Madness («Полуночное безумие») по итогам голосования зрителей. В том же месяце права на показ фильма приобрела стриминговая платформа Netflix.

## Сюжет
Мужчина по имени Горенг просыпается в бетонной камере на 48-м этаже. Его сокамерник Тримагаси объясняет ему, что он находится в экспериментальном сооружении, построенном в виде башни с проходящей по центру шахтой, через которую каждый день проходит платформа с едой. Неизвестно, сколько в этой шахте этажей, но точно больше ста тридцати двух: Тримагаси на нём был. Заключённым нижних ярусов тюрьмы достаётся еда, оставшаяся после трапезы людей с предыдущих уровней. На каждом уровне находится только одна камера с двумя заключёнными, причём в конце месяца выжившие заключённые случайно перемещаются на другой уровень. Перед прибытием в тюрьму заключённые могут взять с собой один предмет на свой выбор. Горенг выбрал книгу «Дон Кихот», а его сокамерник Тримагаси — самозатачивающийся нож. За месяц герои знакомятся и становятся друзьями, открывая друг другу подробности своей жизни. Оказывается, Горенг отправился сюда по доброй воле для получения некоего сертификата, в то время как Тримагаси сюда отправлен за нарушение правопорядка и совершение непредумышленного убийства. Тримагаси рассказывает, что за время своего пребывания в этом месте он оказывался на этажах разной высоты — 72-м, 26-м, 78-м, 43-м, 11-м, 79-м, 32-м, 8-м, 132-м.
Горенг подозревает, что Тримагаси убил и съел своего соседа, и прямо говорит об этом.
Однажды сверху падает убитый человек, а через несколько дней на платформе с едой спускается окровавленная женщина по имени Михару, которая, по словам Тримагаси, ищет своего ребёнка на нижних уровнях. Каждый месяц Михару спускается вниз, перед этим убивая своего соседа: вполне возможно, что умерший человек — её рук дело. Теперь Тримагаси дополняет рассказ о своём выживании подробностями: своего соседа по камере он не убивал, труп неизвестного мужчины свалился сверху в то время, как платформа была на их этаже, именно поэтому Тримагаси удалось выжить, а его напарник просто завершил контракт на время пребывания в этом месте.
Спустя месяц героев усыпляют газом и перемещают на другие уровни. Горенг приходит в себя связанным: Тримагаси объясняет ему, что они на «очень плохом» 171-м уровне, куда не доходит и крошки еды, а потому он будет держать Горенга как свою «улитку» для периода очищения, после чего Тримагаси придётся отрезать от Горенга куски ради выживания их обоих. Спустя неделю Тримагаси берётся за нож, но тут на помощь Горенгу приходит Михару: она как раз спускалась вниз. Горенг освобождается и убивает Тримагаси. После этого он остаётся один с трупом бывшего соседа, ему приходится есть его ради выживания. В это же время Тримагаси постоянно появляется рядом в виде галлюцинации, доказывая, что их поступки, то есть убийство и каннибализм, теперь одинаковы, что Горенг отрицает.
Так проходит ещё месяц. Теперь Горенг приходит в себя на «хорошем» 33-м этаже, а его соседка — Имогири. В качестве разрешённого предмета она взяла с собой собаку. Горенг узнаёт её: она была сотрудницей этого исследовательского центра, и именно она проводила собеседование. Имогири рассказывает, что смертельно больна раком, что ей осталось недолго, что она пришла по доброй воле и сама выбрала себе в напарники именно Горенга, так как только он взял с собой сюда книгу. Также она рассказывает об устройстве башни (администрация называет её «вертикальный центр самообслуживания»): всего здесь 200 этажей, и если бы люди грамотно распределяли еду, её бы хватало на всех. Имогири решает чередовать свою порцию еды со своей собакой, а также пытается взывать к людям снизу, призывая создавать для себя порции одинакового объёма и делить еду равномерно. Она уверена, что однажды в месте, где они находятся, должна возникнуть спонтанная солидарность, именно её и изучают с помощью «платформы». Слова и увещевания Имогири игнорируют и высмеивают до тех самых пор, пока Горенг не кричит на тех, кто снизу, угрожая испражниться на еду, если они не прислушаются.
Дополнительно демонстрируются сцены «нулевого» уровня, где повара загружают этаж пищей и где главный повар устраивает выволочку за волос в панна-котте. Повара добавляют на платформу тарелку с улитками. Именно улиток Горенг вписал как своё любимое блюдо во время собеседования.
В один из дней сверху снова спускается Михару: она ранена, Горенг и Имогири выхаживают её, но в ответ она убивает собаку Имогири и поедает её. Горенг рассказывает, что Михару ищет своего ребёнка, но Имогири утверждает, что в башне нет никого моложе шестнадцати лет, и что у Михару не было никакого ребёнка, как и других родственников, она вошла в башню с укулеле, пытаясь стать знаменитой актрисой.
Спустя месяц героев перемещают. Горенг просыпается на 202-м этаже: это ниже, чем предполагала Имогири, уверенная в том, что этажей всего двести. Сама Имогири кончает жизнь самоубийством, а её галлюцинация теперь также преследует Горенга, призывая есть её тело, ведь ради этого она и покончила с собой. Этот месяц Горенг проводит почти что в бреду и съедает свою книгу.
Спустя месяц Горенга перемещают снова, на этот раз он приходит в себя на шестом этаже. Его напарник — Бахарат, который стремится выбраться наверх, добраться до нулевого этажа, а его предмет — верёвка. Сначала кажется, что живущие этажом выше хотят ему помочь, но на деле — насмехаются над ним, Бахарат едва не падает в дыру и теряет свою верёвку. Горенг уговаривает его вооружиться и спуститься вниз на платформе, вместе с этим распределяя всю еду для людей ниже 50-го уровня, ведь выше 50-го уровня люди и так едят каждый день. По его подсчётам, в башне около 250 этажей, так как Горенг учитывал время движения платформы и её остановки. Разломав железные каркасы кроватей, располагающихся в камере, союзники получают импровизированные дубинки в качестве оружия и начинают движение вниз на платформе. По пути они наталкиваются на непонимание, например, один из людей негодует, ведь он сам провёл месяц на сотом уровне и теперь «имеет право» на достаточное количество пищи. Горенг и Бахарат запугивают людей, защищая еду, пока не сталкиваются с учителем Бахарата, который укоряет их, что они топчутся по еде и не имеют собственной идеи. Вскоре они придумывают, что если на пустой платформе вверх поднимется панна-котта, это станет образом идеи человечности, посланием для администрации и символом того, что еда — далеко не главное для выживания. Герои пытаются донести свою мысль людям, но чем ниже они спускаются, тем более жестоко им приходится себя вести: люди не слушают, набрасываются на еду, и еды слишком мало даже с учётом пропущенных пятидесяти этажей. Во время их пути вниз они защищают панна-котту, а также видят различных людей с их предметами: скрипка, доска для сёрфинга, пачки денег, оружие.
На одном из этажей они находят трупы: возможно, именно тут проснулась Михару. Выясняется, что платформа не останавливается на этажах с мёртвыми, а значит, здесь может быть ещё больше этажей, чем Горенг предполагал изначально, высчитывая остановки. На этаже ниже они сталкиваются с вооружёнными людьми, которые заслуженно убивают Михару. Горенг и Бахарат вступают с ними в схватку и побеждают, однако и сами получают смертельные раны. Теперь героям нечего терять, они решают спуститься в самый низ и на 333-м уровне под кроватью замечают ребёнка, девочку лет пяти. Несмотря на то, что панна-котта им необходима, ею кормят ребёнка. Они решают, что «посланием» станет сам ребёнок. Горенг оставляет умершего Бахарата на уровне и вместе с девочкой спускается в самый низ, на нежилой уровень. Здесь финал становится метафоричным: галлюцинация Тримагаси уводит Горенга с платформы, а сама платформа взлетает вверх со спящим ребёнком. В одной из трактовок финала рассматривается, что сцена с нахождением волоса в панна-котте на нулевом уровне хронологически расположена в конце фильма: ребёнка не существует, а панна-котта, вернувшаяся наверх как целое блюдо, была расценена поварами как возвращённое блюдо с изъяном.

## В ролях
- Иван Массаге[англ.] — Горенг
- Сорион Эгилеор — Тримагаси
- Антония Сан Хуан — Имогири
- Эмилио Буале Кока[англ.] — Бахарат
- Александра Масангкай — Михару
- Эрик Гооде — Брамбанг

## Критика
Фильм получил преимущественно положительные отзывы в прессе. На ресурсе Rotten Tomatoes фильм имеет рейтинг 79 % на основании 97 обзоров критиков. Общее мнение критиков сформулировано так: «Временами кажущаяся сумбурной, „Платформа“ является изобретательным и захватывающим антиутопическим триллером».
Эми Николсон из Variety написала: «Минималистская ярость фильма напоминает пьесу Сэмюэля Беккета „В ожидании Годо“. Противная, восхитительная, иногда нежная игра Эгилеора похожа на прослушивание на роль злодея из фильмов про Бонда или, возможно, на испанское воскрешение Ганнибала Лектора».

## Награды и номинации
Список приводится в соответствии с данными IMDb.
| Награды и номинации                           | Награды и номинации                                       | Награды и номинации                       | Награды и номинации | Награды и номинации |
| Награда                                       | Категория                                                 | Номинант                                  | Результат           |                     |
| --------------------------------------------- | --------------------------------------------------------- | ----------------------------------------- | ------------------- | ------------------- |
| «Гауди»                                       | «Лучшие визуальные эффекты»                               | Марио Кампой, Ирэн Рио и Иньяки Мадарьяга | Победа              |                     |
| «Гауди»                                       | «Лучший сценарий»                                         | Давид Десола и Педро Риверо               | Номинация           |                     |
| «Гауди»                                       | «Лучший фильм на иностранном языке»                       |                                           | Номинация           |                     |
| «Гойя»                                        | «Лучшие спецэффекты»                                      | Марио Кампой и Иньяки Мадариага           | Победа              |                     |
| «Гойя»                                        | «Лучший режиссёрский дебют»                               | Гальдер Гастелу-Уррутия                   | Номинация           |                     |
| «Гойя»                                        | «Лучший оригинальный сценарий»                            | Давид Десола и Педро Риверо               | Номинация           |                     |
| «Дни кино»                                    | «Somos Cine Award»                                        | Гальдер Гастелу-Уррутия                   | Победа              |                     |
| Международный кинофестиваль в Каталонии       | «Приз зрительских симпатий»                               |                                           | Победа              |                     |
| Международный кинофестиваль в Каталонии       | «Лучший фильм»                                            |                                           | Победа              |                     |
| Международный кинофестиваль в Каталонии       | «Лучшие визуальные эффекты»                               | Иньяки Мадариага                          | Победа              |                     |
| Международный кинофестиваль в Каталонии       | «Премия „Гражданин Кейн“ за лучшее режиссёрское открытие» | Гальдер Гастелу-Уррутия                   | Победа              |                     |
| Международный кинофестиваль в Торонто         | «Полуночное безумие»                                      |                                           | Победа              |                     |
| Международный кинофестиваль в Турине          | «Премия школы Холден»                                     | Давид Десола и Педро Риверо               | Победа              |                     |
| Международный кинофестиваль в Турине          | «Лучший художественный фильм»                             |                                           | Номинация           |                     |
| Премия Ассоциации кинематографистов Андалусии | «Лучший испанский фильм»                                  |                                           | Номинация           |                     |
| Премия Кружка кинематографических писателей   | «Лучший новый режиссёр»                                   | Гальдер Гастелу-Уррутия                   | Номинация           |                     |
| Премия Союза испанских актёров                | «Лучшая женская роль второго плана»                       | Антония Сан Хуан                          | Номинация           |                     |
| «Ферос»                                       | «Лучший фильм: Драма»                                     |                                           | Номинация           |                     |
| «Ферос»                                       | «Лучший режиссёр»                                         | Гальдер Гастелу-Уррутия                   | Номинация           |                     |
| «Ферос»                                       | «Лучшая женская роль второго плана»                       | Антония Сан Хуан                          | Номинация           |                     |
| «Ферос»                                       | «Лучший сценарий»                                         | Давид Десола и Педро Риверо               | Номинация           |                     |
| «Ферос»                                       | «Лучшая трейлер»                                          | Рауль Лопес                               | Номинация           |                     |
| «Ферос»                                       | «Лучший постер»                                           | Эдуардо Гарсия                            | Номинация           |                     |

## Продолжение
Приквел под названием «Платформа 2» вышел в 2024 году.